# 連盛
連盛（1448年—？），字文昌，直隸廣平府永年縣人，民籍，明朝政治人物。進士出身。

## 生平
早年出身國子生，成化七年（1471年）辛卯科順天府鄉試第一百一名。成化十四年（1478年）戊戌科會試第七十四名，殿試登進士第三甲第五十三名。授商河县知县，弘治初行取都察院理刑，弘治五年（1492年）七月實授山东道监察御史，十年巡按南直隶，十二年升任常州府知府，十八年二月任山東都转运盐使司運使，正德三年（1508年）正月以考察致仕，因得罪劉瑾，以拖欠盐折布银入狱，後被徙瓊州安置。。

## 家族
曾祖父連友文。祖父連旺。父亲連玘。前母李氏，母高氏。具慶下。兄榮、资。弟茂。娶李氏。